# نادي موري
نادي موري لكرة القدم (بالألمانية: Fußballclub Muri) نادي كرة قدم سويسري يلعب في دوري الدرجة الأولى السويسري. تم تأسيس النادي في عام 1950.

## روابط خارجية
- FC Muri